# Conrad Bäumer
Conrad Bäumer (* 12. April 1878 in Münster; † 12. Juni 1960 in Osnabrück) war ein deutscher Domorganist, Komponist und Domchordirektor in Osnabrück.

## Leben und Wirken
Von 1906 bis 1958 war Conrad Bäumer am Hohen Dom zu Osnabrück als Domorganist tätig, dazu von 1913 bis 1948 Direktor des Domchores. Conrad Bäumer gehörte zu den führenden Männern der kirchenmusikalischen Reformbewegung. Bereits 28-jährig wurde er als Domorganist nach Osnabrück berufen. Seine selbstverfasste „Orgelbegleitung für das Gesangbuch der Diözese Osnabrück“ und seine „Choralvorspiele für das gesamte Kirchenjahr“ sind ein bleibendes Erbe kirchenmusikalischer Tradition und Satzkunst.
In gleicher Weise erfolgreich war Conrad Bäumer als Chordirigent und Musikpädagoge. Den Osnabrücker Domchor, mit seinen von ihm geschulten Knabenstimmen erzog er zu einem der angesehensten Chöre auf kirchlichem Gebiet in Deutschland. Die Darbietungen des Chores während der Karwoche – die „Düsteren Metten“ am Gründonnerstag und Karfreitag – wurden regelmäßig vom Rundfunk (NDR) übertragen. Die Pflege des gregorianischen Chorals lag ihm besonders am Herzen. Conrad Bäumer komponierte unter anderem eine romantische Variations-Fantasie über das Weihnachtslied „Stille Nacht, heilige Nacht“, sowie ein Vorspiel zu „Jesus, meine Zuversicht“.
Conrad Bäumer ruht auf dem Hasefriedhof in Osnabrück.

## Ehrungen
- Ritter des päpstlichen Gregoriusordens
- Kreuz „Pro Ecclesia et Pontifice“
- Bundesverdienstkreuz am Bande
- Am 20. November 1978 ehrte ihn die Stadt Osnabrück durch Benennung einer Straße als „Conrad-Bäumer-Weg“.